# 吉瑞米·岡薩雷茲
吉瑞米·岡薩雷茲，全名吉瑞米斯·塞貢多·岡薩雷茲·阿科斯塔（Geremis Segundo González Acosta，1975年1月8日—2008年5月25日）。已故委內瑞拉籍棒球選手，曾效力於美國職棒大聯盟，大聯盟生涯留下30勝35敗的成績。岡薩雷茲1997年於芝加哥小熊隊初登板，並於新人年投出11勝9敗的成績，在該年的國家聯盟最佳新人票選名列第9，後曾效力坦帕灣魔鬼魚、波士頓紅襪、 紐約大都會、密爾瓦基釀酒人等隊，2007年他轉往日本職棒讀賣巨人隊發展，並以『GG』之名稱登錄。
2008年5月25日，岡薩雷茲因雷擊逝世，得年33歲。

## 外部連結
- 球員資訊和成績在Baseball-Reference，Fangraphs，The Baseball Cube（英文）, Baseball Reference (Minor, Japanese and Winter Leagues) （页面存档备份，存于）, or Baseball Reference Bullpen （页面存档备份，存于）, or Japanese Baseball （页面存档备份，存于）, or Retrosheet （页面存档备份，存于）, or Pelota Binaria (Venezuelan League) （页面存档备份，存于）